# Eurodryas ocellata
Eurodryas ocellata är en fjärilsart som beskrevs av Marcel Caruel 1944. Eurodryas ocellata ingår i släktet Eurodryas och familjen praktfjärilar. Inga underarter finns listade i Catalogue of Life.